# Sébastien Lafargue
Pour les articles homonymes, voir Lafargue.
Sébastien Lafargue, né le 14 mai 1972 à Eyres-Moncube, dans les Landes, est un joueur français de basket-ball. Il évolue au poste d'ailier.

## Biographie
Sébastien a commencé le basket ball à 8 ans dans le club d'Eyres moncube jusqu'à ses 18 ans puis a commencé sa carrière professionnelle à l'Elan béarn Pau-Orthez

## Palmarès
- Champion de France Espoir nationale 1A 1991-1992 (Pau-Orthez)
- Champion de France Espoir nationale 1A 1992-1993 (Pau-Orthez)
- Champion de France 1992 (Pau-Orthez)
- Coupe des As 1992 (Pau-Orthez)
- Coupe des As 1993 (Pau-Orthez)
- Champion de France de Pro B 2000 (Bourg-en-Bresse)